# Пруды (Дмитровский городской округ)
Пруды — деревня в Дмитровском районе Московской области, в составе Сельского поселения Большерогачёвское. Население — 4 чел. (2010). До 2006 года Пруды входили в состав Покровского сельского округа.

## Расположение
Деревня расположена в западной части района, у границы с Клинским, примерно в 27 км западнее Дмитрова, у истоков безымянного ручья, левого притока реки Лутосня (правый приток реки Яхрома), высота центра над уровнем моря 194 м. Ближайшие населённые пункты — Аревское на юго-востоке, Благовещенье на востоке, Покровское на севере и Ивлево на юго-западе.

## Население
| 2002 | 2006 | 2010 |
| ---- | ---- | ---- |
| 6    | →6   | ↘4   |